# Ford Sterling
Ford Sterling (ur. 3 listopada 1883 w La Crosse, zm. 13 października 1939 w Los Angeles) – amerykański aktor i reżyser.

## Filmografia
reżyser
- 1915: The Hunt
- 1920: Hot Stuff
- 1922: Oh, Mabel Behave

aktor
- 1911: Abe Gets Even with Father jako Abe
- 1913: Baby Day
- 1919: Serca i kwiaty jako Dyrygent
- 1926: Droga do chwały jako James Allen
- 1933: Alicja w Krainie Czarów jako Biały król
- 1935: Demon śmierci jako Hugo Meyer

## Wyróżnienia
Posiada swoją gwiazdę na Hollywoodzkiej Alei Gwiazd.